# Cheiracanthium strasseni
Cheiracanthium strasseni är en spindelart som beskrevs av Embrik Strand 1915. Cheiracanthium strasseni ingår i släktet Cheiracanthium och familjen sporrspindlar.
Artens utbredningsområde är Israel. Utöver nominatformen finns också underarten C. s. aharonii.